# میکئل فالک
میکِـئِـل فالک (دانمارکی: Michael Falch؛ زادهٔ ۱۶ سپتامبر ۱۹۵۶) موسیقی‌دان، خواننده و بازیگر اهل دانمارک است.
او یکی از بازیگران اصلی سریال تلویزیونی واحد سیار بود.